# Cratere Tolgonay
Tolgonay  è un cratere sulla superficie di Venere.